# Norman Frederick Simpson
Norman Frederick Simpson (29. ledna 1919 Londýn – 27. srpna 2011) byl britský dramatik. Jeho hry popisují logický vývoj abnormálních situací. Byl jedním ze zakladatelů anglického absurdního divadla.

## Životopis
Po studiu na střední škole pracoval jako bankovní úředník. Za 2. světové války byl odveden k dělostřelectvu a později ke zpravodajské službě. Po válce vystudoval angličtinu na Londýnské univerzitě a do roku 1962 pracoval jako učitel angličtiny v oblasti vzdělávání dospělých. K obratu v Simpsonově životě došlo v roce 1957, když s hrou A Resounding Tinkle (Hromový cinkot) získal třetí cenu v soutěži pro mladé autory vypsané nedělníkem The Observer.
V roce 1959 napsal svou nejznámější hru, One Way Pendulum (Jednosměrné kyvadlo), která byla přeložená do češtiny. Popisuje rodinu Groomkirbyových a absurdní koníčky jejích členů. Syn se pokouší vytvořit pěvecký sbor z mluvících vah a zabíjí obyvatele města železnou tyčí, když jim před tím poví anekdotu. Otec si pořizuje přístroje na vybírání parkovného, hází do nich mince a zaplacenou dobu před nimi stojí. V obývacím pokoji vytvoří soudní dvůr, v němž proběhne se synem soud. Matka vše ustaraně glosuje dojídačce, ženě, která se živí dojídáním zbytků jídla v domácnostech. V roce 1964 hru zfilmoval režisér Peter Yates.
Po roce 1970 už Simpson, který žil až do smrti v Cornwallu, většího úspěchu na divadle nedosáhl. V 70. a 80. letech spolupracoval s BBC, a to jak rozhlasovými pořady, tak scénáři pro televizní filmy.

## Dílo
V Simpsonových dílech se uplatňuje smysl pro filosoficky podloženou grotesku. Jeho práce z raného období bývají srovnávány s Ionescem. Do češtiny byly přeloženy dvě Simpsonovy hry:
- Jednosměrné kyvadlo, přel. Vladimír Pražák, in: Anglické absurdní divadlo, Orbis, Praha 1966, s. 5-101.
- Hromový cinkot, přel. Vladimír Pražák, Dilia, Praha 1967.

### Divadelní hry (výběr)
- A Resounding Tinkle (Hromový cinkot), 1957
- The Hole (Díra), jednoaktovka, 1958
- One To Another (Jeden druhému), skeč, 1959
- One Way Pendulum – A Farce in a New Dimension (Jednosměrné kyvadlo - fraška v nové dimenzi), 1959
- The Form (Postava), 1961
- On The Avenue (Na ulici), skeč, 1961
- One Over The Eight (Jedna po osmé), skeč, 1961
- Playback 625 (spoluautor Leopoldo Maler), 1970
- Was He Anyone? (Byl to někdo?) (1972)

### Projekty pro rozhlas (výběr)
- Something Rather Effective (Něco docela účinného), hra, 1972
- Sketches for Radio (Skeče pro rozhlas), 1974
- The Parrot Cage Inspector (Dozorce papouščí klece), monolog, 1982

### Televizní scénáře (výběr)
- Three Rousing Tinkles (Tři zazvonění budíku), 1966
- Beryl Reid Says… Good Evening (Beryl Reidová říká ... Dobrý večer), 1968
- Silver Wedding (Stříbrná svatba), 1974